# Anyphaena furcatella
Anyphaena furcatella là một loài nhện trong họ Anyphaenidae.
Loài này thuộc chi Anyphaena. Anyphaena furcatella được Richard C. Banks miêu tả năm 1914.